# 却西活佛
却西活佛（藏語：ཆོས་བཤེས，威利转写：chos bshes）为藏传佛教格鲁派的塔尔寺主要活佛系统之一。

## 沿革
“却西”取自地名。据说，第一世却西活佛阿旺丹巴生于今青海省湟中县共和乡却西德哇。却西德哇（Choshe Dewo）传统上是以建于18世纪的却西拉康（佛殿）为中心，西距贡本强巴林（即塔尔寺）16公里，南距青海省省会西宁市33公里。传统上，却西德哇属于塔尔寺六族（贡本措周）之一的鲁本措瓦部落。
阿旺丹巴曾任塔尔寺第三十三任法台，九世班禅额尔德尼圆寂后，曾负责在西宁接送其遗体，后又负责在塔尔寺修建九世班禅额尔德尼的灵塔。自他开始的活佛转世系统被称为却西活佛。

## 历世却西活佛
| 世数   | 生年   | 坐床年份 | 卒年   | 汉文姓名              | 藏文姓名 |
| ------ | ------ | -------- | ------ | --------------------- | -------- |
| 第一世 | ？     | ——       | ？     | 阿旺丹巴              |          |
| 第二世 | ？     | ？       | ？     | 却西·阿旺协珠丹贝尼玛 |          |
| 第三世 | 1861年 | ？       | 1933年 | 却西·罗桑香曲丹贝仲美 |          |
| 第四世 | 1934年 | 1936年   | 2001年 | 却西·洛藏华丹隆柔嘉措 |          |
| 第五世 | 2003年 | 2007年   | 在世   | 却西·洛藏益西格勒嘉措 |          |